# Rivarolo del Re ed Uniti
Rivarolo del Re ed Uniti là một đô thị ở tỉnh Cremona, vùng Lombardia của Italia, có vị trí cách khoảng 110 km về phía đông nam của Milan và khoảng 35 km về phía đông nam của Cremona. Tại thời điểm ngày 31 tháng 12 năm 2004, đô thị này có dân số 1.969 người và diện tích là 27,3 km².
Đô thị Rivarolo del Re ed Uniti có các frazioni (đơn vị trực thuộc, chủ yếu là các làng) Brugnolo and Villanova.
Rivarolo del Re ed Uniti giáp các đô thị: Casalmaggiore, Casteldidone, Rivarolo Mantovano, Sabbioneta, Spineda.